# 奥里焦
奥里焦（義大利語：Origgio），是意大利瓦雷泽省的一个市镇。总面积8.05平方公里，人口7270人，人口密度903.1人/平方公里（2009年）。国家统计（ISTAT）代码为012109。